# Cornelis Eliza van Hulsteijn
Cornelis Eliza (Kees) van Hulsteijn (Terneuzen, 8 februari 1912 - Mauthausen, 7 september 1944) was een geheim agent tijdens de Tweede Wereldoorlog. Tijdens de training gebruikte Kees van Hulsteijn de naam Kees van der Hoorn. Hij werd opgeleid tot Special Operations Executive-agent en was betrokken bij Plan Holland. Hij werd samen met Cornelis Carel Braggaar en Klaas van de(r) Bor gedropt in de nacht van dinsdag 16 op woensdag 17 februari 1943. Ze kwamen terecht in het IJsselmeer in de buurt van Hoorn en werden meteen gearresteerd. Ze waren slachtoffers van het Englandspiel.
Op 7 september 1944 werd Kees van Hulsteijn geëxecuteerd in concentratiekamp Mauthausen.
Postuum werd Hulsteijn onderscheiden met het Bronzen Kruis (KB 2-5-1953/33)